# Liga Internacional de Mujeres por la Paz y la Libertad
La Liga Internacional de las Mujeres por la Paz y la Libertad (LIMPAL; WILPF en inglés) es una organización no gubernamental, pacifista y feminista, fundada en La Haya en abril de 1915. Tiene dos oficinas internacionales —su sede central en Ginebra y la oficina en las Naciones Unidas, en Nueva York— y secciones nacionales en 32 países.  Es la organización femenina pacifista más antigua del mundo. Dos de sus miembros fundadoras, las sufragistas Jane Addams y Emily Greene Balch recibieron el Premio Nobel de la Paz en 1931 y 1946.2
Entre sus objetivos está "unir a mujeres de diferentes opiniones políticas y diversos puntos de vista filosóficos y religiosos dispuestas a estudiar y difundir las causas de la guerra y a trabajar por la paz permanente" y a quienes se oponen a la opresión y la explotación.

## Historia de la organización

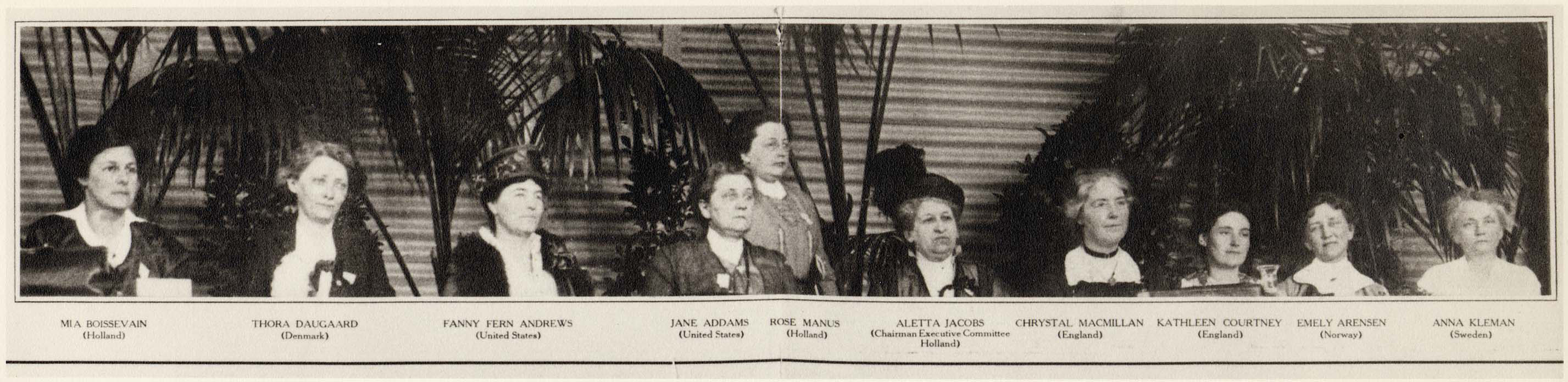
Mesas directivas del Congreso Internacional de Mujeres por una Paz Permanente, La Haya, 1915

### Partido de Mujeres por la Paz
La organización precursora de la Liga Internacional de Mujeres por la Paz y la Libertad es el Partido de Mujeres por la Paz (PMP), fundado en enero de 1915 en Washington D. C. en una reunión convocada por Jane Addams y Carrie Chapman Catt, con tres mil asistentes. Allí aprobaron la creación de una plataforma para exigir la extensión del sufragio a las mujeres y la celebración de una conferencia de países neutrales que ofreciera mediación continuada para poner fin a la Primera Guerra Mundial. El PMP envió a sus representantes al Congreso Internacional de Mujeres por la Paz y la Libertad, celebrado en La Haya del 28 al 30 de abril de 1915.

### Congreso Internacional de Mujeres por la Paz y la Libertad
El Congreso fue organizado por la feminista Anita Augspurg (1857–1943), primera mujer jurista de Alemania, y Lida Gustava Heymann (1868–1943), invitadas por la pacifista, feminista y sufragista holandesa Aletta Jacobs para protestar contra la guerra que estaba devastando Europa y para proponer formas de prevenir conflictos armados en el futuro. El Congreso, en el que participaron 1.136 mujeres de países neutrales y beligerantes, retomó buena parte del trabajo del Partido de Mujeres por la Paz y estableció el Comité Internacional de Mujeres por una Paz Permanente (ICWPP, según sus siglas inglesas) cuya presidenta fue Jane Addams. 
Partido de Mujeres por la Paz pasó pronto a ser la sección estadounidense del Comité y Jane Addams elaboró con el presidente Woodrow Wilson unas bases para lograr la paz. Sin embargo, en su segundo congreso internacional (Zúrich, 1919), el Comité denunció los términos finales del tratado de paz que puso fin a la Primera Guerra Mundial, calificándolo de una venganza de los vencedores sobre los derrotados que sembraría las semillas de una nueva conflagración. A partir de ese año el comité se convirtió en la Liga Internacional de Mujeres por la Paz y la Libertad (Women's International League for Peace and Freedom, WILPF).
La Liga estableció su sede central en Ginebra para estar cerca del lugar en el que se situaría la Sociedad de Naciones, aunque no respaldó que esta tuviera entre sus competencias el realizar bloqueos de suministro de alimentos o usar la presión militar para hacer cumplir sus resoluciones. 
Dos dirigentes de LIMPAL han recibido el Premio Nobel de la Paz por su labor: Jane Addams, en 1931, y Emily Greene Balch, en 1946.

## LIMPAL y las Naciones Unidas
LIMPAL tiene estatus consultivo (categoría B) en el marco del Consejo Económico y Social de Naciones Unidas (ECOSOC) desde 1948 y una relación consultiva especial con la UNESCO  y la UNCTAD, así como relaciones especiales con la Organización Internacional del Trabajo (OIT), la FAO, el UNICEF y otras organizaciones y agencias. 
La Liga realiza labores de promoción de la paz y presión política para la democratización de la ONU, del Consejo de Seguridad (CS) y las demás organizaciones y agencias de la ONU, supervisa las actividades del CS y de la Asamblea General para promover reformas, se opone a la privatización y la influencia de grandes corporaciones en la ONU y aboga por el fin del veto en el CS.

## LIMPAL en España y América Latina
La sección la Liga en España fue fundada en Madrid  el 10 de junio de 2011 y admitida como sección, en agosto, en el Congreso celebrado en San José de Costa Rica. Nació con un posicionamiento feminista, pacifista, internacionalista y transnacional, integrada por mujeres de diferentes ámbitos del movimiento pacifista español (académicas, activistas de movimientos sociales y periodistas). El objetivo de la sección española fue dar a conocer, participar y apoyar el trabajo de las mujeres por la paz y el desarme en el mundo además de dar a conocer el papel que las mujeres tienen en la construcción de una paz justa.
Desde su fundación la presidenta de la sección española es Carmen Magallón profesora de física y directora del Seminario de Investigación para la Paz. La vicepresidenta es Manuela Mesa, directora del Centro de Educación e Investigación para la Paz de la Fundación Cultura de Paz. Entre las socias de la Liga de España, se encuentran mujeres que forman parte de la Asociación Española de Investigación para la Paz (AIPAZ), representantes de la Escuela de Cultura de Paz y editoras de la revista En Pie de Paz. 
LIMPAL tiene secciones también en países de América Latina, como Bolivia, Colombia, México y Costa Rica —una de sus representantes, Olga Bianchi, fue vicepresidenta internacional de la organización en 1986-1992 y otra, Adilia Caravaca, es su presidenta desde noviembre de 2011—.